# God križa
God križa ('Križevo leto') je letna katoliška pobožnost v čast relikvij Kristusove krvi v župniji sv. Križa v Dolcu v Šibeniku. Od leta 1483 ga praznujejo 27. marca.

## Zgodovina
Dolaško razpelo je odplavalo po reki Krki do mesta na obali, od takrat znanega kot Križev mul, iz morja pa so ga med letoma 1402 in 1421 izvlekli ribiči, bratje Šestanović. Legenda pravi, da je sestra v družini Šestanović, ki je bila od rojstva gluhonema, ozdravela, ko so prinesli križ v hišo. Zaradi tega so Dolačani tri dni zapored v treh procesijah skušali prenesti križ do stolnice sv. Jakoba, a brez uspeha zaradi slabega vremena. V dolaški župnijski cerkvi so hranili razpelo (Propeće), pod njim pa so bili na darovanih srebrnih votivnih ploščah vpisani izrazi hvaležnosti za ozdravitve, ki so jih posredovali.
Dolaško razpelo je prvič zakrvavelo na veliki četrtek, 26. marca 1483 popoldne, izkrvavitev s tega križa pa se od takrat obeležuje 27. marca. Druga izkrvavitev križa se je zgodila 2. maja 1812, na predvečer praznika najdenja svetega križa, med francosko okupacijo. Od teh dogodkov je ostal relikviarij strjene krvi, ki je ohranjen in enkrat letno izpostavljen čaščenju.